# Ciudad Serdán
Ciudad Serdán ist eine Stadt auf 2526 m Höhe ü. d. M. im Hochland von Mexiko. Erst im Jahr 1930 wurde die ehedem San Andrés Chalchicomula genannte Stadt zu Ehren von Aquiles Serdán, einem der im Jahr 1910 getöteten Anführer auf Seiten Francisco Maderos im Kampf gegen die Wiederwahl des diktatorisch regierenden Präsidenten Porfirio Díaz, umbenannt. Ciudad Serdán ist die Hauptstadt des Municipios Chalchicomula de Sesma.

## Lage
Ciudad Serdán liegt nur etwa 20 km (Luftlinie) in westlicher Richtung vom Pico de Orizaba, dem höchsten Berg Mexikos, entfernt. Die Stadt befindet sich etwa 15 km nördlich der heutigen Hauptverkehrsstraße zwischen Mexiko-Stadt bzw. Puebla zur Hafenstadt Veracruz.

## Geschichte
Wahrscheinlich gab es an dieser Stelle bereits in vorspanischer Zeit eine Siedlung von Bevölkerungsgruppen der Chichimeken und Tlaxcalteken. Unter den spanischen Kolonisatoren war die Gegend bekannt als Kornkammer und als Zwischenstation auf dem Weg von der Hauptstadt zum Hafen von Veracruz. Daneben befand sich hier eine Sammelstelle für die Naturalabgaben der Indios.
Am 6. März 1862 kam es im Rahmen der französischen Intervention in Mexiko zu einer gewaltigen Explosion des Pulverdepots des in San Andrés Chalchicomula einquartierten französischen Expeditionskorps, bei der mehr als 1000 Armeeangehörige sowie mehrere hundert Zivilisten ums Leben kamen.
Am 28. August 1973 befand sich unterhalb der Stadt das Epizentrum für das schwere Erdbeben von Veracruz mit einer Stärke von 8,7 auf der Richterskala, bei dem wahrscheinlich mehr als 1000 Menschen ihr Leben verloren; andere erlitten Verletzungen und viele Menschen verloren ihre Häuser sowie Hab und Gut.

## Sehenswürdigkeiten
- Die dem Apostel Andreas geweihte Pfarrkirche (Parroquia San Andrés Apóstol) ist eine einschiffige im Innern reich in neorenaissance und neobarockem Stil gehaltene Kirche aus dem 19. Jahrhundert. Von ihrer zweitürmig angelegten Westfassade ist nur der linke Turm in kompletter Höhe ausgeführt; beide Turmuntergeschosse sind – wie in der spanischen Kolonialarchitektur üblich – vollkommen schmucklos. Das halbrunde Giebelfeld zeigt drei Engelsfiguren und einfache Malereien.
- Vor der Kirche befindet sich der Hauptplatz (Plaza Mayor) des Ortes mit seinem zentralen Musikpavillon und einem Brunnen.

## Persönlichkeiten
San Andrés Chalchicomula bzw. Ciudad Serdán war die Geburtsstadt von
- Luis María Altamirano y Bulnes (1887–1970), Erzbischof von Morelia
- Gustavo Díaz Ordaz (1911–1979), Staatspräsident Mexikos (1964–1970)
- Martín Tritschler y Córdova (1868–1942), seit 1900 bis zu seinem Tod – zeitweise im kubanischen Exil lebender – Bischof der Diözese Yucatán (seit 1906 Erzbistum Yucatán)
- Guillermo Tritschler y Córdova (1876–1952), Bischof von San Luis Potosí (1931–1941), danach bis zu seinem Tod Erzbischof von Monterrey